# Micah Sloat
Micah Sloat (* 8. Mai 1981 in Westport, Connecticut) ist ein US-amerikanischer Schauspieler.

## Leben
Sloat studierte Philosophie und machte 2004 seinen Bachelor am Skidmore College im Saratoga County. 2005 zog er nach Los Angeles, um Schauspiel zu studieren. Im Frühling 2006 wurde er bei einem Casting ausgewählt, sich selbst beim Horrorfilm Paranormal Activity zu spielen. Voraussetzung war hierzu "Unbekanntheit als Schauspieler" und die Fähigkeit zu improvisieren. Auch bei der Fortsetzung Paranormal Activity 2 (2010) war er wieder zu sehen. 2014 folgte ein kleiner Auftritt in Paranormal Activity: Die Gezeichneten.

## Filmografie
- 2007: Paranormal Activity
- 2010: Paranormal Activity 2
- 2014: Paranormal Activity: Die Gezeichneten (Paranormal Activity: The Marked Ones)